# Esteni Estatili
Esteni Estatili (en llatí: Stenius Statilius, segons Plini el Vell) o Estaci Estatili (Statius Statilius, segons Valeri Màxim) va ser el cap dels lucans que van atacar la ciutat de Turis el segle iii aC.
El tribú de la plebs Gai Eli va fer aprovar la llei Èlia d'Estatili a Roma contra aquest cap lucà. Eli va ser recompensat per la ciutat de Turis amb una corona d'or. Probablement era parent seu, Màrius Estatili, que va ser comandant de la cavalleria lucana en la campanya contra Hanníbal l'any 216 aC.